# Winchester (Kentucky)
Winchester is een plaats (city) in de Amerikaanse staat Kentucky, en valt bestuurlijk gezien onder Clark County.

## Demografie
Bij de volkstelling in 2000 werd het aantal inwoners vastgesteld op 16.724.
In 2006 is het aantal inwoners door het United States Census Bureau geschat op 16.556, een daling van 168 (-1,0%).

## Geografie
Volgens het United States Census Bureau beslaat de plaats een oppervlakte van
19,9 km², waarvan 19,8 km² land en 0,1 km² water. Winchester ligt op ongeveer 277 m boven zeeniveau.

## Geboren
- Helen Thomas, (1920-2013), journaliste, auteur

## Plaatsen in de nabije omgeving
De onderstaande figuur toont nabijgelegen plaatsen in een straal van 28 km rond Winchester.